# Редінгс-Мілл (Міссурі)
Редінгс-Мілл (англ. Redings Mill) — селище (англ. village) в США, в окрузі Ньютон штату Міссурі. Населення — 164 особи (2020).

## Географія
Редінгс-Мілл розташований за координатами 37°1′11″ пн. ш. 94°31′0″ зх. д. / 37.01972° пн. ш. 94.51667° зх. д. (37.019703, -94.516761).  За даними Бюро перепису населення США в 2010 році селище мало площу 0,54 км², з яких 0,52 км² — суходіл та 0,02 км² — водойми.

## Демографія
Згідно з переписом 2010 року, у селищі мешкала 151 особа в 64 домогосподарствах у складі 42 родин. Густота населення становила 278 осіб/км².  Було 74 помешкання (136/км²).
Расовий склад населення:
| - 98,0 % — білих - 0,7 % — чорних або афроамериканців |

До двох чи більше рас належало 1,3 %. Частка іспаномовних становила 2,0 % від усіх жителів.
За віковим діапазоном населення розподілялося таким чином: 22,5 % — особи молодші 18 років, 57,0 % — особи у віці 18—64 років, 20,5 % — особи у віці 65 років та старші. Медіана віку мешканця становила 48,5 року. На 100 осіб жіночої статі у селищі припадало 96,1 чоловіків;  на 100 жінок у віці від 18 років та старших — 98,3 чоловіків також старших 18 років.
Середній дохід на одне домашнє господарство  становив 48 628 доларів США (медіана — 39 583), а середній дохід на одну сім'ю — 54 983 долари (медіана — 52 500). За межею бідності перебувало 11,7 % осіб, у тому числі 20,6 % дітей у віці до 18 років та 0,0 % осіб у віці 65 років та старших.
Цивільне працевлаштоване населення становило 98 осіб. Основні галузі зайнятості: виробництво — 34,7 %, освіта, охорона здоров'я та соціальна допомога — 17,3 %, транспорт — 10,2 %, роздрібна торгівля — 6,1 %.